# Ermida de Nossa Senhora da Assunção (Messejana)
A Ermida de Nossa Senhora da Assunção, igualmente conhecida como Igreja de Nossa Senhora da Assunção, é um monumento religioso na freguesia de Messejana, no Município de Aljustrel, na região do Alentejo, em Portugal.

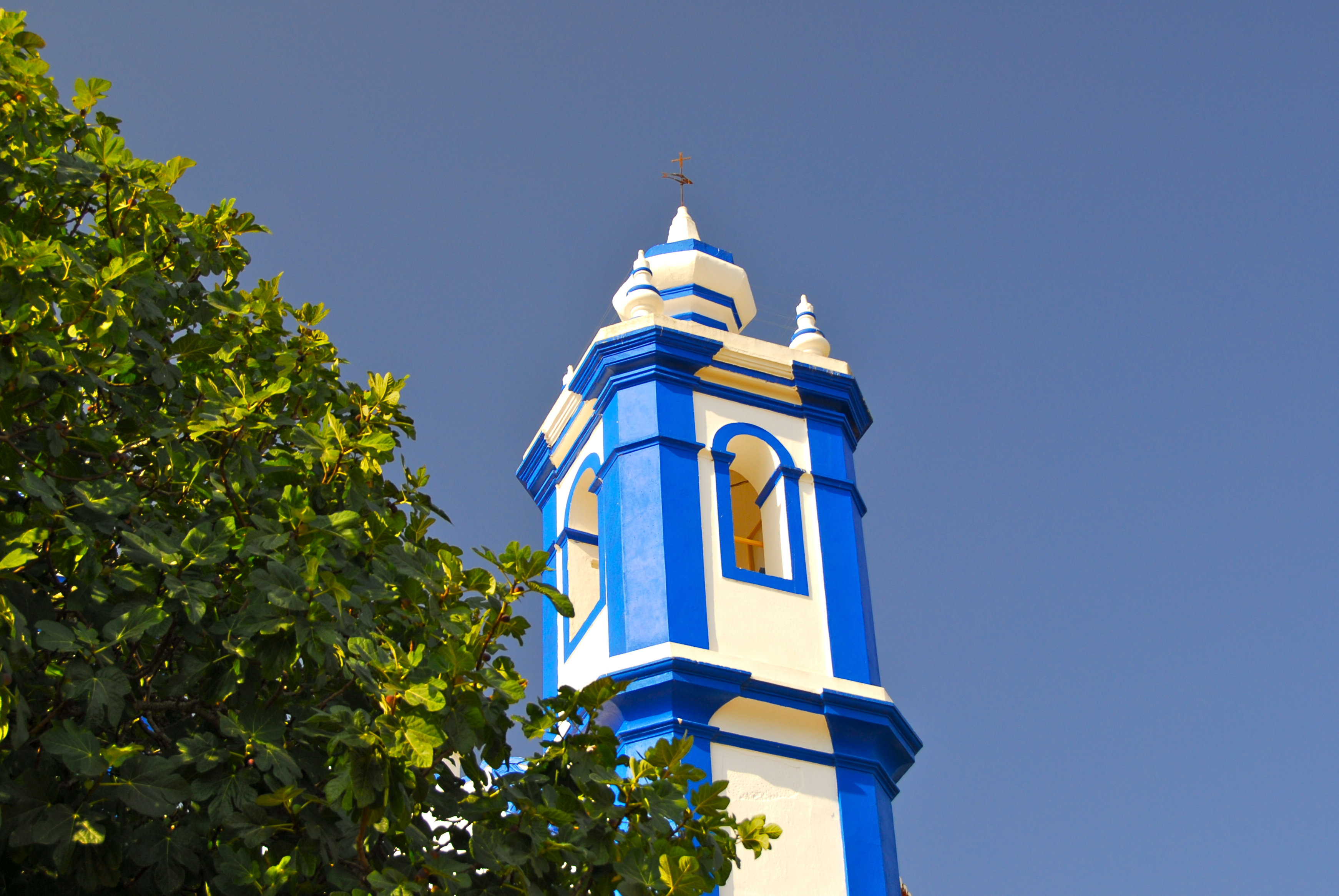
Pormenor de uma das torres, em 2009.

## Descrição
O imóvel situa-se no topo de uma pequena colina, numa área rural, a cerca de três qulómetros de distância da vila de Messejana. A ermida em si apresenta uma planta longitudinal de forma rectangular, de tipologia telescópica, e é formada por uma só nave, capela-mor, ábside, duas torres sineiras, e os dois volumes da sacristia. As coberturas da ermida são de duas águas sobre a capela-mor e a nave, enquanto que os anexos têm telhados de configuração piramidal. A fachada principal, virada para oriente, está dividida em vários planos, sendo rasgada por um portal encimado por um janelão, e rematada por um frontão de forma recortada e ondulada. É ladeada por duas torres sineiras de grande verticalidade, dispostas na diagonal em relação à fachada, que terminam em cúpulas de configuração bulbosa. Em ambas as fachadas laterais abrem-se portas no centro, encimadas por janelões. As paredes exteriores são rebocadas e caiadas em tons brancos, com vários elementos pintados em azul, como os embasamentos, cunhais e pilastras. Na frontaria realça-se o escudo real de D. José. No seu exterior, a ermida integra-se principalmente na corrente arquitectónica do barroco, tendo algumas semelhanças com os edifícios barrocos brasileiros, devido à articulação dos volumes, à configuração em diagonal das torres sineiras, e pela organização espacial das sacristias. Com efeito, esta disposição das torres é rara em território nacional, tendo paralelos com a Igreja do Senhor Jesus da Piedade, em Elvas, mas é muito mais comum no Brasil, destacando-se a célebre Basílica de Nossa Senhora da Conceição da Praia, em São Salvador da Baía. O edifício é rodeado por um adro murado.
No interior, a nave é coberta por uma abóbada de canhão, cuja demarcação em relação às paredes é feita através de uma cornija que percorre toda a largura do espaço, sendo interrompida pelo janelão sobre a porta principal, sendo estes dois elementos parcialmente ladeados por pilastras, que terminam em duas pias. Em cada lado do portal abrem-se duas pequenas portas, para acesso às torres, e nas paredes laterais rasgam-se duas portas encimadas por janelões. Destacam-se igualmente dois púlpitos, organizados de forma simétrica, com uma caixa em pedra lavrada sobre mísulas em ferro. O acesso à capela-mor é feito através de um arco triunfal de volta perfeita, com os embasamentos e as mísulas em ressalto. A capela-mor tem uma planta de forma rectangular, e uma cobertura em abóbada de aresta, com as paredes laterais parcialmente cobertas por azulejos, e rasgadas por portas para a sacristia. O retabulo-mor é de camarim, e está ornamentado com talha dourada e polícroma, em tons azuis. A capela-mor está decorada com azulejos setecentistas, retratando as cenas do nascimento da Virgem, o seu primeiro banho, a Anunciação, a Visitação, e o Nascimento de Jesus. Na sacristia, destaca-se um nicho em pedra lavrada, com um arco de forma canopial e com fogaréus sobre as pilastras. São igualmente de interesse as escadarias para o camarim e os púlpitos, que são decoradas por azulejos de padrão do século XVII. Em contraste com o exterior, a planimetria do edifício apresenta ainda alguns traços arquitectura do século XVII, com o interior muito sóbrio, com influências do Estilo Chão. Outro elemento de realce na ermida é um ex-voto em forma de quadro, da autoria do artista António Pardal, onde se agradece a Nossa Senhora da Assunção por ter salvo um lavrador abastado.
Devido às suas características, a Ermida de Nossa Senhora da Assunção é considerada como um dos principais monumentos do Barroco na região do Alentejo. Também é um centro religioso importante, não só na freguesia de Messejana mas também a nível regional. É palco de uma procissão anual, durante a qual a imagem de Nossa Senhora da Assunção é levada para a ermida.

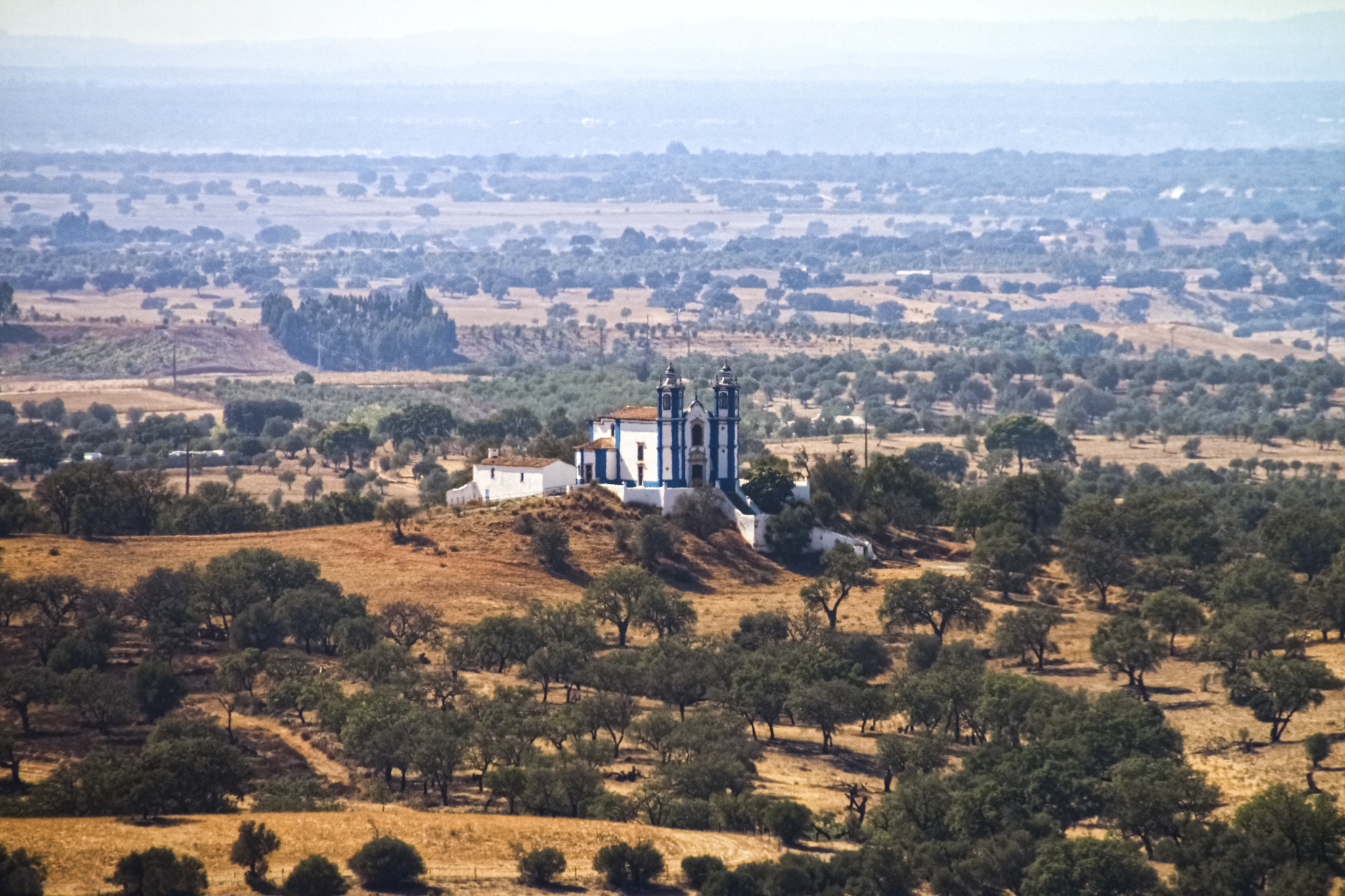
Vista geral do santuário, em 2022.

## História

### Fundação e reconstrução
A ermida foi provavelmente edificada no século XV, quando surge a referência mais antiga à sua presença, sendo então conhecida como Ermida de Nossa Senhora de Entre Vinhas. Este nome é um testemunho de um período quando o território em redor do santuário estava principalmente plantado de vinhas. Desde então tornou-se num importante centro de peregrinação, motivo pelo qual foi alvo de várias campanhas de obras. Esteve ligada às visitações dos frades da Ordem de Santiago, que foram responsáveis pela sua administração entre 1534 e 1755.
Localiza-se perto da Falha de Messejana, pelo que apresenta uma grande sensibilidade aos fenómenos sísmicos, como o Terramoto de 1755, que a deixou totalmente arruinada. Foi reconstruída ainda no século XVIII, existindo registos de um contrato assinado entre a confraria e um grupo de canteiros em 28 de Setembro de 1758, e em 1773 com o pintor Miguel José, de Lisboa, para a obra de douramento e pintura do retábulo-mor. Destaca-se igualmente a participação de Diogo Tavares de Brito, de Tavira, que era considerado como um dos principais mestres pedreiros do Algarve. As obras de reconstrução foram custeadas pelos habitantes locais e pelos emigrantes no Brasil.

### Séculos XX e XXI
O edifício foi muito atingido pelo Sismo de 1969, tendo os serviços distritais do Ministério das Obras Públicas avançado com a hipótese de o demolir totalmente. Foi salvo pela intervenção do professor brasileiro Augusto da Silva Telles, da Faculdade de Arquitetura do Rio de Janeiro, que estava nesse momento numa visita pelo Alentejo, e que apontou a importância do monumento para o estudo da arte luso-brasileira.  Devido à sua situação geográfica isolada, o monumento foi por diversas vezes alvo de assaltos, que provocaram danos na estrutura e levaram à perda do seu espólio. Por exemplo, em 1984 foi alvo de um furto, tendo sido levadas várias alfaias e danificado o retábulo-mor.
Em 18 de Fevereiro de 2003, a Direcção Regional de Cultura de Évora lançou uma proposta para a classificação da ermida, e dois dias depois foi publicado o despacho para a abertura do processo. Em 15 de Março de 2003 a Direcção Regional de Cultura do Alentejo propôs a classificação como Imóvel de Interesse Público e a implementação da Zona de Especial Protecção, que teve o parecer positivo por parte do Instituto de Gestão do Património Arquitectónico e Arqueológico em 15 de Julho desse ano. O imóvel foi classificado por um despacho de 29 de Março de 2010, do Secretário de Estado da Cultura. Em 20 de Novembro de 2015, a ermida foi novamente assaltada, tendo sido levado um sino de bronze de meia tonelada do século XVIII, avaliado em 25 mil Euros. Segundo José António Falcão, director do Departamento do Património Histórico e Artístico da Diocese de Beja, «foi a sexta vez que o edifício, classificado como Monumento de Interesse Público, sofreu a investida dos ladrões». Alertou igualmente para o desaparecimento das igrejas em meio rural, causado pela desertificação, e apelou para a criação de um Plano de Salvaguarda do Património Religioso. O roubo foi condenado pela diocese, que considerou a ermida como um «monumento mártir» devido à quantidade de vezes que foi alvo de furtos, e pela presidente da Junta de Freguesia de Messejana, Ercília Diogo, que afirmou que a «A população está preocupada. Infelizmente vemos o nosso património a desaparecer e degradar-se. Têm que ser encontradas soluções». O caso foi investigado pelas autoridades, embora a diocese tenha manifestado a sua reduzida esperança em recuperar o sino, uma vez que terá sido provavelmente fundido em Espanha.
Em 2023, foi organizada uma petição pública para pedir ao Presidente da República, Marcelo Rebelo de Sousa, para intervir junto das entidades competentes, no sentido de fazer obras de restauro no santuário. O texto da petição recorda que a ermida possui um «notável acervo de artes decorativas do período Rococó», mas que «tem sido repetidamente assaltada e espoliada dos seus sinos e ornamento interiores e apresenta atualmente visíveis e progressivos sinais de degradação, estética e estrutural». Em Agosto de 2024, a autarquia voltou a alertar para os problemas de conservação da ermida, tendo pedido uma reunião e uma visita técnica ao imóvel à Comissão de Coordenação e Desenvolvimento Regional do Alentejo, no sentido de «manifestar a sua preocupação e alertar para a necessidade de se intervir neste edifício emblemático do concelho de Aljustrel, da região e do país». Recordou que não podia intervir porque o imóvel pertencia à Diocese de Beja, «não estando assim a sua conservação e manutenção na alçada do município», mas que estava «empenhada em encontrar um caminho que envolva as diferentes entidades interessadas na recuperação deste importante património», tendo afirmado «a sua total disponibilidade para colaborar em tudo aquilo que estiver ao seu alcance e dentro das suas competências».